# Apalacris varicornis
Apalacris varicornis är en insektsart som beskrevs av Walker, F. 1870. Apalacris varicornis ingår i släktet Apalacris och familjen gräshoppor. Inga underarter finns listade i Catalogue of Life.